# Křesadlo (cena)
Křesadlo je cena, udílená v krajích České republiky dobrovolníkům roku. Jejím symbolem je funkční křesadlo. Cenu založila a práva k ní drží nadace Hestia, organizace na podporu dobrovolnictví, která cenu také uděluje, někdy přímo sama či prostřednictvím jiných organizací. Symbolika udělované ceny i jejího názvu je více než zřejmá: dobrovolníci jsou těmi, kdo pomáhají vykřesat jiskry lidství.

## Předávání v krajích
V Praze cenu tradičně předává primátor hlavního města. V řadě míst se společně s Křesadlem předávají i další ocenění. Specialitou z Jihočeského kraje je cena "Dobrá parta", která je určena týmu dobrovolníků. Uděluje ji občanské sdružení BEZ z Katovic u Strakonic.
V Jihomoravském a Olomouckém kraji předává cenu Křesadlo každý rok ve spolupráci s krajským úřadem Maltézská pomoc.